# Munar, Arad
Munar (sârbă Мунара) este un sat în comuna Secusigiu din județul Arad, Banat, România.

## Legături externe

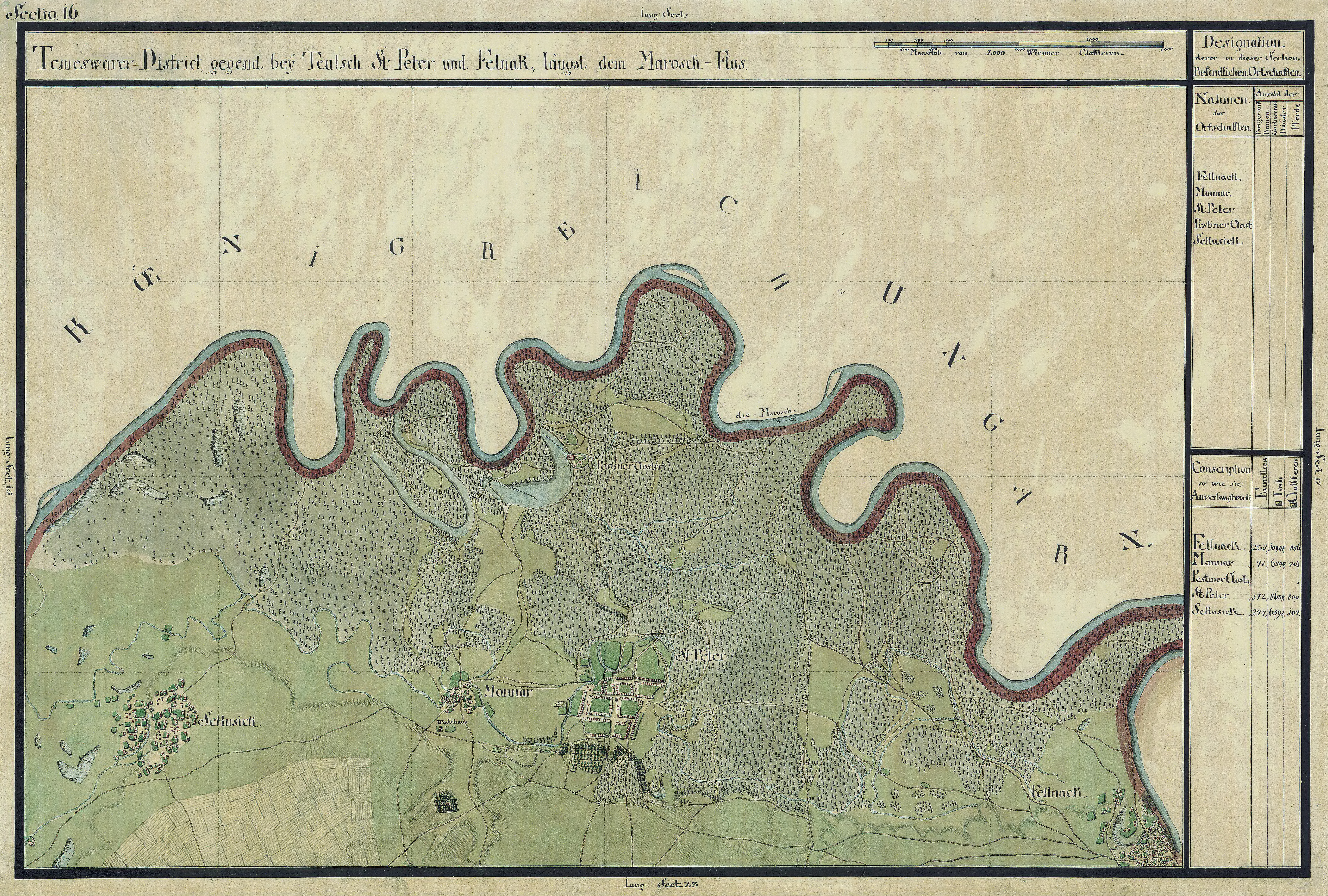
Munar în Harta Iosefină a Banatului